# Škudelini
Škudelini (en italien : Scudelin) est une localité de Croatie située en Istrie, dans la municipalité de Buje, dans le comitat d'Istrie.